# Woolstone (Gloucestershire)
Woolstone – wieś w Anglii, w hrabstwie Gloucestershire, w dystrykcie Tewkesbury, w civil parish Oxenton. Leży 9 km od miasta Cheltenham. W 1931 roku civil parish liczyła 85 mieszkańców. Woolstone jest wspomniana w Domesday Book (1086) jako Olsendone.